# Großer Preis von Kanada 1993
Der Große Preis von Kanada 1993 (offiziell Grand Prix Molson du Canada) fand am 13. Juni auf dem Circuit Gilles-Villeneuve in Montreal statt und war das siebte Rennen der Formel-1-Weltmeisterschaft 1993.

## Berichte

### Hintergrund
Dasselbe Teilnehmerfeld, das drei Wochen zuvor den Großen Preis von Monaco bestritten hatte, trat auch zum siebten WM-Lauf des Jahres in Kanada an.
Im Vorfeld des Rennens gab es Diskussionen über ein künftiges Verbot der inzwischen von einigen Teams eingesetzten Traktionskontrollen und aktiven Radaufhängungen.
Nach dem Großen Preis von Monaco führte Ayrton Senna in der Fahrerwertung mit fünf Punkten vor Alain Prost und mit 24 Punkten vor Damon Hill. In der Konstrukteurswertung führte Williams-Renault mit elf Punkten vor McLaren-Ford und mit 36 Punkten vor Benetton-Ford.
Mit Senna (zweimal), Gerhard Berger, Thierry Boutsen und Michele Alboreto (jeweils einmal) traten vier ehemalige Sieger zu diesem Grand Prix an.

### Qualifying
Die beiden Williams-Piloten Prost und Hill qualifizierten sich für die erste Startreihe vor den beiden Benetton von Michael Schumacher und Riccardo Patrese sowie den beiden Ferrari von Berger und Jean Alesi. Martin Brundle folgte auf dem siebten Platz vor Senna. Alboreto scheiterte an der Qualifikation für das Rennen.

### Rennen
Hill gelangte infolge eines gegenüber seinem Teamkollegen Prost besseren Starts an diesem vorbei in Führung. Bereits während der ersten Runde überholte Senna sowohl Brundle und Schumacher als auch Patrese und Alesi. An dessen Teamkollegen Berger zog er im zweiten Umlauf vorbei und lag dadurch auf dem dritten Rang hinter den beiden Williams-Piloten.
In der sechsten Runde übernahm Prost die Führung. Hill verteidigte sich zunächst erfolgreich gegen Senna. Hinter diesem folgte Schumacher.
Durch Probleme beim Boxenstopp fiel Hill in Runde 30 auf den vierten Rang zurück. Patrese drehte sich während des 44. Umlaufs ins Aus. Sieben Runden vor dem Ende des Rennens musste Senna wegen eines technischen Defektes aufgeben.
Prost siegte vor Schumacher, Hill, Berger und Brundle. Karl Wendlinger erhielt als Sechster den letzten WM-Punkt des Tages.
In der Fahrerwertung übernahm Prost wieder die Führung vor Senna, Hill blieb Dritter. In der Konstrukteurswertung blieben die ersten drei Positionen unverändert.

## Meldeliste
| Team                        | Nr. | Fahrer               | Chassis        | Motor                        | Reifen |
| --------------------------- | --- | -------------------- | -------------- | ---------------------------- | ------ |
| Canon Williams Team         | 0   | Damon Hill           | Williams FW15C | Renault RS5 3.5 V10          | G      |
| Canon Williams Team         | 02  | Alain Prost          | Williams FW15C | Renault RS5 3.5 V10          | G      |
| Tyrrell Racing Organisation | 03  | Ukyō Katayama        | Tyrrell 020C   | Yamaha OX10A 3.5 V10         | G      |
| Tyrrell Racing Organisation | 04  | Andrea de Cesaris    | Tyrrell 020C   | Yamaha OX10A 3.5 V10         | G      |
| Camel Benetton Ford         | 05  | Michael Schumacher   | Benetton B193B | Ford Cosworth HB 3.5 V8      | G      |
| Camel Benetton Ford         | 06  | Riccardo Patrese     | Benetton B193B | Ford Cosworth HB 3.5 V8      | G      |
| Marlboro McLaren            | 07  | Michael Andretti     | McLaren MP4/8  | Ford Cosworth HB 3.5 V8      | G      |
| Marlboro McLaren            | 08  | Ayrton Senna         | McLaren MP4/8  | Ford Cosworth HB 3.5 V8      | G      |
| Footwork Mugen Honda        | 09  | Derek Warwick        | Footwork FA14  | Mugen-Honda MF-351HB 3.5 V10 | G      |
| Footwork Mugen Honda        | 10  | Aguri Suzuki         | Footwork FA14  | Mugen-Honda MF-351HB 3.5 V10 | G      |
| Team Lotus                  | 11  | Alessandro Zanardi   | Lotus 107B     | Ford Cosworth HB 3.5 V8      | G      |
| Team Lotus                  | 12  | Johnny Herbert       | Lotus 107B     | Ford Cosworth HB 3.5 V8      | G      |
| Sasol Jordan                | 14  | Rubens Barrichello   | Jordan 193     | Hart 1035 3.5 V10            | G      |
| Sasol Jordan                | 15  | Thierry Boutsen      | Jordan 193     | Hart 1035 3.5 V10            | G      |
| Larrousse F1                | 19  | Philippe Alliot      | Larrousse LH93 | Lamborghini 3512 3.5 V12     | G      |
| Larrousse F1                | 20  | Érik Comas           | Larrousse LH93 | Lamborghini 3512 3.5 V12     | G      |
| Lola BMS Scuderia Italia    | 21  | Michele Alboreto     | Lola T93/30    | Ferrari 040 3.5 V12          | G      |
| Lola BMS Scuderia Italia    | 22  | Luca Badoer          | Lola T93/30    | Ferrari 040 3.5 V12          | G      |
| Minardi Team                | 23  | Christian Fittipaldi | Minardi M193   | Ford Cosworth HB 3.5 V8      | G      |
| Minardi Team                | 24  | Fabrizio Barbazza    | Minardi M193   | Ford Cosworth HB 3.5 V8      | G      |
| Ligier Gitanes Blondes      | 25  | Martin Brundle       | Ligier JS39    | Renault RS5 3.5 V10          | G      |
| Ligier Gitanes Blondes      | 26  | Mark Blundell        | Ligier JS39    | Renault RS5 3.5 V10          | G      |
| Scuderia Ferrari            | 27  | Jean Alesi           | Ferrari F93A   | Ferrari 041 3.5 V12          | G      |
| Scuderia Ferrari            | 28  | Gerhard Berger       | Ferrari F93A   | Ferrari 041 3.5 V12          | G      |
| Lighthouse Sauber           | 29  | Karl Wendlinger      | Sauber C12     | Sauber 2175 3.5 V10          | G      |
| Lighthouse Sauber           | 30  | JJ Lehto             | Sauber C12     | Sauber 2175 3.5 V10          | G      |

## Klassifikationen

### Qualifying
| Pos. | Fahrer               | Konstrukteur          | 1. Qualifikationstraining | 1. Qualifikationstraining | 2. Qualifikationstraining | 2. Qualifikationstraining | Start |
| Pos. | Fahrer               | Konstrukteur          | Zeit                      | Ø-Geschwindigkeit         | Zeit                      | Ø-Geschwindigkeit         | Start |
| ---- | -------------------- | --------------------- | ------------------------- | ------------------------- | ------------------------- | ------------------------- | ----- |
| 01   | Alain Prost          | Williams-Renault      | 1:18,987                  | 201,907 km/h              | 1:19,135                  | 201,529 km/h              | 01    |
| 02   | Damon Hill           | Williams-Renault      | 1:19,491                  | 200,626 km/h              | 1:20,145                  | 198,989 km/h              | 02    |
| 03   | Michael Schumacher   | Benetton-Ford         | 1:20,808                  | 197,357 km/h              | 1:20,945                  | 197,023 km/h              | 03    |
| 04   | Riccardo Patrese     | Benetton-Ford         | 1:20,948                  | 197,015 km/h              | 1:23,268                  | 191,526 km/h              | 04    |
| 05   | Gerhard Berger       | Ferrari               | 1:21,278                  | 196,215 km/h              | 1:21,513                  | 195,650 km/h              | 05    |
| 06   | Jean Alesi           | Ferrari               | 1:21,414                  | 195,888 km/h              | 1:21,660                  | 195,298 km/h              | 06    |
| 07   | Martin Brundle       | Ligier-Renault        | 1:21,603                  | 195,434 km/h              | 1:22,026                  | 194,426 km/h              | 07    |
| 08   | Ayrton Senna         | McLaren-Ford          | 1:21,706                  | 195,188 km/h              | 1:21,891                  | 194,747 km/h              | 08    |
| 09   | Karl Wendlinger      | Sauber                | 1:21,936                  | 194,640 km/h              | 1:21,813                  | 194,932 km/h              | 09    |
| 10   | Mark Blundell        | Ligier-Renault        | 1:22,097                  | 194,258 km/h              | 1:22,622                  | 193,024 km/h              | 10    |
| 11   | JJ Lehto             | Sauber                | 1:22,198                  | 194,019 km/h              | 1:22,428                  | 193,478 km/h              | 11    |
| 12   | Michael Andretti     | McLaren-Ford          | 1:22,751                  | 192,723 km/h              | 1:22,229                  | 193,946 km/h              | 12    |
| 13   | Érik Comas           | Larrousse-Lamborghini | 1:22,263                  | 193,866 km/h              | 1:22,977                  | 192,198 km/h              | 13    |
| 14   | Rubens Barrichello   | Jordan-Hart           | 1:23,152                  | 191,793 km/h              | 1:22,509                  | 193,288 km/h              | 14    |
| 15   | Philippe Alliot      | Larrousse-Lamborghini | 1:22,983                  | 192,184 km/h              | 1:22,819                  | 192,565 km/h              | 15    |
| 16   | Aguri Suzuki         | Footwork-Mugen-Honda  | 1:22,891                  | 192,397 km/h              | 1:22,999                  | 192,147 km/h              | 16    |
| 17   | Christian Fittipaldi | Minardi-Ford          | 1:24,559                  | 188,602 km/h              | 1:23,119                  | 191,869 km/h              | 17    |
| 18   | Derek Warwick        | Footwork-Mugen-Honda  | 1:23,518                  | 190,953 km/h              | 1:23,185                  | 191,717 km/h              | 18    |
| 19   | Andrea de Cesaris    | Tyrrell-Yamaha        | 1:23,268                  | 191,526 km/h              | 1:23,185                  | 191,717 km/h              | 19    |
| 20   | Johnny Herbert       | Lotus-Ford            | 1:23,341                  | 191,358 km/h              | 1:23,223                  | 191,630 km/h              | 20    |
| 21   | Alessandro Zanardi   | Lotus-Ford            | 1:23,240                  | 191,591 km/h              | 1:25,027                  | 187,564 km/h              | 21    |
| 22   | Ukyō Katayama        | Tyrrell-Yamaha        | 1:24,391                  | 188,977 km/h              | 1:23,824                  | 190,256 km/h              | 22    |
| 23   | Fabrizio Barbazza    | Minardi-Ford          | 1:23,946                  | 189,979 km/h              | 1:24,375                  | 189,013 km/h              | 23    |
| 24   | Thierry Boutsen      | Jordan-Hart           | 1:24,632                  | 188,439 km/h              | 1:23,960                  | 189,948 km/h              | 24    |
| 25   | Luca Badoer          | Lola-Ferrari          | 1:25,212                  | 187,157 km/h              | 1:24,357                  | 189,054 km/h              | 25    |
| DNQ  | Michele Alboreto     | Lola-Ferrari          | 1:24,382                  | 188,998 km/h              | 1:24,391                  | 188,977 km/h              | –     |

### Rennen
| Pos. | Fahrer               | Konstrukteur          | Runden | Stopps | Zeit        | Start | Schnellste Runde |
| ---- | -------------------- | --------------------- | ------ | ------ | ----------- | ----- | ---------------- |
| 01   | Alain Prost          | Williams-Renault      | 69     | 1      | 1:36:41,822 | 01    | 1:21,613 (61.)   |
| 02   | Michael Schumacher   | Benetton-Ford         | 69     | 1      | + 14,527    | 03    | 1:21,500 (57.)   |
| 03   | Damon Hill           | Williams-Renault      | 69     | 1      | + 38,158    | 02    | 1:22,101 (54.)   |
| 04   | Gerhard Berger       | Ferrari               | 68     | 1      | + 1 Runde   | 05    | 1:22,776 (57.)   |
| 05   | Martin Brundle       | Ligier-Renault        | 68     | 1      | + 1 Runde   | 07    | 1:22,842 (59.)   |
| 06   | Karl Wendlinger      | Sauber                | 68     | 1      | + 1 Runde   | 09    | 1:23,377 (53.)   |
| 07   | JJ Lehto             | Sauber                | 68     | 1      | + 1 Runde   | 11    | 1:23,447 (41.)   |
| 08   | Érik Comas           | Larrousse-Lamborghini | 68     | 0      | + 1 Runde   | 13    | 1:24,791 (58.)   |
| 09   | Christian Fittipaldi | Minardi-Ford          | 67     | 0      | + 2 Runden  | 17    | 1:24,674 (43.)   |
| 10   | Johnny Herbert       | Lotus-Ford            | 67     | 1      | + 2 Runden  | 20    | 1:24,359 (54.)   |
| 11   | Alessandro Zanardi   | Lotus-Ford            | 67     | 1      | + 2 Runden  | 21    | 1:25,038 (57.)   |
| 12   | Thierry Boutsen      | Jordan-Hart           | 67     | 1      | + 2 Runden  | 24    | 1:24,874 (54.)   |
| 13   | Aguri Suzuki         | Footwork-Mugen-Honda  | 66     | 2      | + 3 Runden  | 16    | 1:25,614 (53.)   |
| 14   | Michael Andretti     | McLaren-Ford          | 66     | 1      | + 3 Runden  | 12    | 1:22,957 (49.)   |
| 15   | Luca Badoer          | Lola-Ferrari          | 65     | 1      | + 4 Runden  | 25    | 1:26,440 (47.)   |
| 16   | Derek Warwick        | Footwork-Mugen-Honda  | 65     | 2      | + 4 Runden  | 18    | 1:26,657 (54.)   |
| 17   | Ukyō Katayama        | Tyrrell-Yamaha        | 64     | 2      | + 5 Runden  | 22    | 1:25,833 (62.)   |
| 18   | Ayrton Senna         | McLaren-Ford          | 62     | 1      | DNF         | 08    | 1:22,015 (57.)   |
| –    | Riccardo Patrese     | Benetton-Ford         | 52     | 2      | DNF         | 04    | 1:23,778 (48.)   |
| –    | Andrea de Cesaris    | Tyrrell-Yamaha        | 45     | 2      | DNF         | 19    | 1:25,763 (44.)   |
| –    | Fabrizio Barbazza    | Minardi-Ford          | 33     | 0      | DNF         | 23    | 1:25,832 (23.)   |
| –    | Jean Alesi           | Ferrari               | 23     | 0      | DNF         | 06    | 1:24,745 (21.)   |
| –    | Mark Blundell        | Ligier-Renault        | 13     | 0      | DNF         | 10    | 1:26,236 (13.)   |
| –    | Rubens Barrichello   | Jordan-Hart           | 10     | 0      | DNF         | 14    | 1:26,579 (09.)   |
| –    | Philippe Alliot      | Larrousse-Lamborghini | 8      | 0      | DNF         | 15    | 1:26,825 (08.)   |

## WM-Stände nach dem Rennen
Die ersten sechs des Rennens bekamen 10, 6, 4, 3, 2 bzw. 1 Punkt(e).

### Fahrerwertung
| Pos. | Fahrer               | Konstrukteur          | Punkte |
| ---- | -------------------- | --------------------- | ------ |
| 01   | Alain Prost          | Williams-Renault      | 47     |
| 02   | Ayrton Senna         | McLaren-Ford          | 42     |
| 03   | Damon Hill           | Williams-Renault      | 22     |
| 04   | Michael Schumacher   | Benetton-Ford         | 20     |
| 05   | Martin Brundle       | Ligier-Renault        | 7      |
| 06   | Mark Blundell        | Ligier-Renault        | 6      |
| 07   | Johnny Herbert       | Lotus-Ford            | 6      |
| 08   | JJ Lehto             | Sauber                | 5      |
| 09   | Riccardo Patrese     | Benetton-Ford         | 5      |
| 10   | Christian Fittipaldi | Minardi-Ford          | 5      |
| 11   | Gerhard Berger       | Ferrari               | 5      |
| 12   | Jean Alesi           | Ferrari               | 4      |
| 13   | Philippe Alliot      | Larrousse-Lamborghini | 2      |
| 14   | Fabrizio Barbazza    | Minardi-Ford          | 2      |

| Pos. | Fahrer             | Konstrukteur          | Punkte |
| ---- | ------------------ | --------------------- | ------ |
| 15   | Michael Andretti   | McLaren-Ford          | 2      |
| 16   | Alessandro Zanardi | Lotus-Ford            | 1      |
| 17   | Karl Wendlinger    | Sauber                | 1      |
| 18   | Derek Warwick      | Footwork-Mugen-Honda  | 0      |
| 19   | Luca Badoer        | Lola-Ferrari          | 0      |
| 20   | Érik Comas         | Larrousse-Lamborghini | 0      |
| 21   | Aguri Suzuki       | Footwork-Mugen-Honda  | 0      |
| 22   | Rubens Barrichello | Jordan-Hart           | 0      |
| 23   | Andrea de Cesaris  | Tyrrell-Yamaha        | 0      |
| 24   | Michele Alboreto   | Lola-Ferrari          | 0      |
| 25   | Thierry Boutsen    | Jordan-Hart           | 0      |
| 25   | Ukyō Katayama      | Tyrrell-Yamaha        | 0      |
| –    | Ivan Capelli       | Jordan-Hart           | 0      |

### Konstrukteurswertung
| Pos. | Konstrukteur     | Punkte |
| ---- | ---------------- | ------ |
| 01   | Williams-Renault | 69     |
| 02   | McLaren-Ford     | 44     |
| 03   | Benetton-Ford    | 25     |
| 04   | Ligier-Renault   | 13     |
| 05   | Ferrari          | 9      |
| 06   | Lotus-Ford       | 7      |
| 07   | Minardi-Ford     | 7      |

| Pos. | Konstrukteur          | Punkte |
| ---- | --------------------- | ------ |
| 08   | Sauber                | 6      |
| 09   | Larrousse-Lamborghini | 2      |
| 10   | Footwork-Mugen-Honda  | 0      |
| 11   | Lola-Ferrari          | 0      |
| 12   | Jordan-Hart           | 0      |
| 13   | Tyrrell-Yamaha        | 0      |